# Брюшиха
Брюшиха — река в Искитимском районе Новосибирской области России. Левый приток реки Большой Коён. Устье реки находится восточнее села Верх-Коён. Высота устья — 172 м над уровнем моря. Длина реки составляет 11 км.

## Данные водного реестра
По данным государственного водного реестра России относится к Верхнеобскому бассейновому округу, водохозяйственный участок реки — Обь от города Барнаула до Новосибирского гидроузла, без реки Чумыш, речной подбассейн реки — бассейны притоков (Верхней) Оби до впадения Томи. Речной бассейн реки — (Верхняя) Обь до впадения Иртыша.